# Calliroe (figlia di Acheloo)
Calliroe (in greco antico: Καλλιρρόη?, Kallirróē) è un personaggio della mitologia greca, figlia del dio fluviale Acheloo e sposa di Alcmeone.

## Mitologia
Calliroe sposò Alcmeone dopo che questi giunse per volere dell'Oracolo delfico presso la foce del fiume Acheloo e da lui ebbe i figli Acarnano e Anfotero.
Calliroe, informata dell'esistenza della collana e del peplo di Armonia, che il marito aveva donato alla prima moglie, li pretese da per lei costringendolo a tornare a Psofi, dove fu ucciso dai familiari di Fegeo.
Calliroe pregò allora Zeus di far diventare subito adulti i due figli ancora piccoli ed il re degli dèi concesse così ai fanciulli « i doni propri di Ebe », « rendendoli adulti nei primi anni di vita » e questi, partiti alla volta di Psofi per ottenere vendetta, incontrarono due figli di Fegeo (Pronoo e Agenore), mentre erano diretti a Delfi e li uccisero, poi giunti a Psofi trucidarono anche Fegeo e la moglie. 

Fuggirono quindi a Tegea ed in seguito portarono a Delfi la collana ed il peplo di Armonia.